# Turbinicarpus lophophoroides

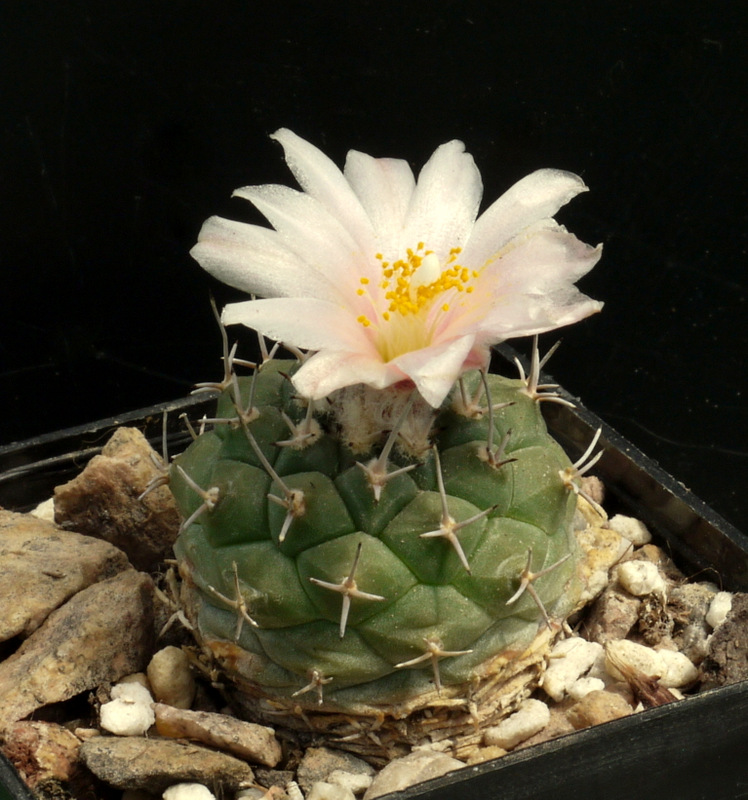
Turbinicarpus lophophoroides

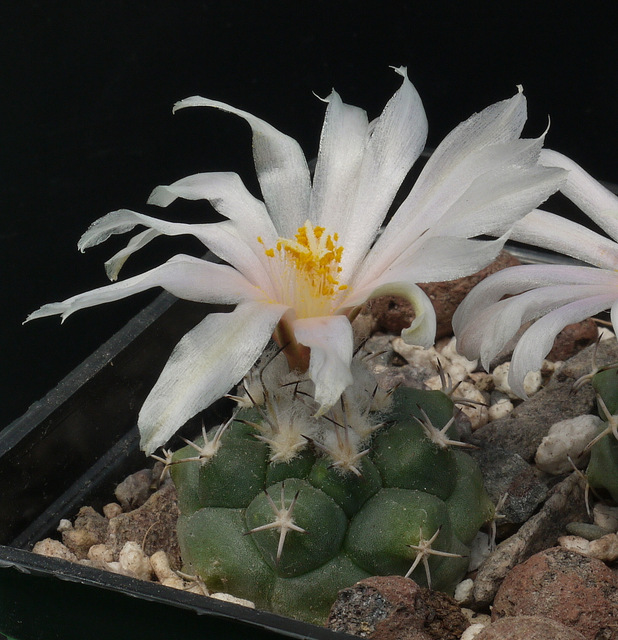
Turbinicarpus lophophoroides, St. Domingo, San Luis Potosi

Turbinicarpus lophophoroides ist eine Pflanzenart in der Gattung Turbinicarpus aus der Familie der Kakteengewächse (Cactaceae). Das Artepitheton lophophoroides leitet sich vom griechischen Wort -oides für ‚ähnlich‘ sowie der Gattung ‚Lophophora‘ ab.

## Beschreibung
Turbinicarpus lophophoroides wächst einzeln mit blaugrünen, niedergedrückt kugelförmigen und etwas abgeflachten Körpern und hat eine kräftige Rübenwurzel. Die Körper erreichen Wuchshöhen von 3 bis 3,5 Zentimetern und Durchmesser von 4 bis 4,7 Zentimeter. Ihre Höcker sind kaum ausgeprägt. Sie sind niedrig, gerundet und 2 bis 4 Millimeter hoch. Der einzelne, graue oder weißliche Mitteldorn hat eine dunklere Spitze. Er ist gerade, abstehend bis leicht einwärts gebogen und wird 9 bis 11 Millimeter lang. Die 2 bis 4 Randdornen sind weißlich oder grau mit dunklerer Spitze, leicht spreizend, mehr oder weniger gerade und 8 bis 9 Millimeter lang.
Die weißen bis etwas rosafarbenen Blüten weisen Durchmesser von 3,2 bis 3,5 Zentimetern auf. Die hellgrünen Früchte sind gelegentlich mit rudimentären Schuppen besetzt.

## Systematik, Verbreitung und Gefährdung
Turbinicarpus lophophoroides ist im mexikanischen Bundesstaat San Luis Potosí in der Nähe von Las Tablas verbreitet.
Die Erstbeschreibung als Thelocactus lophophoroides erfolgte 1934 durch Erich Werdermann. Franz Buxbaum und Curt Backeberg stellten die Art 1937 in die Gattung Turbinicarpus. Weitere nomenklatorische Synonyme sind Strombocactus lophophoroides (Werderm.) Backeb. (1935), Toumeya lophophoroides (Werderm.) W.T.Marshall (1946), Neolloydia lophophoroides (Werderm.) E.F.Anderson (1986) und Pediocactus lophophoroides (Werderm.) Halda (1998).
Turbinicarpus lophophoroides wird in Anhang I des Washingtoner Artenschutz-Übereinkommen geführt. In der Roten Liste gefährdeter Arten der IUCN von 2002 wurde sie als „Vulnerable (VU)“, d. h. als gefährdet eingestuft. Im Jahr 2013 wird die Art als „Near Threatened (NT)“, d. h. gering gefährdet geführt.

## Nachweise